# 楊時周
楊時周（1472年—？年），字師文，直隶河间府景州故城縣人，明朝政治人物。

## 生平
治《易經》，行三，弘治十七年（1504年）由國子生中式甲子科（1504年）順天府鄉試第五十七名舉人，正德三年（1508年）登戊辰科會試第一百三十名，第三甲第十九名進士。初授行人司行人，七年五月选授广东道御史，九年河東巡盐，十一年六月升陕西按察司佥事，冬十月官员考察中，以不謹冠帶閑住。

## 家族
曾祖杨嵩。祖父杨瑾。父杨恩，大使。母馮氏。具庆下，兄杨瀛、杨时中（监生）、弟时和。孫杨天锡，进士。